# Мархањ
Мархањ (слч. Marhaň) насељено је мјесто са административним статусом сеоске општине (слч. obec) у округу Бардјејов, у Прешовском крају, Словачка Република.

## Становништво
| Година:    | 1994. | 2004.   | 2014.   | 2024.   |
| ---------- | ----- | ------- | ------- | ------- |
| Број људи: | 885   | 938     | 965     | 955     |
| Разлика:   |       | +5,98 % | +2,87 % | -1,03 % |

| Година:    | 2023. | 2024.   |
| ---------- | ----- | ------- |
| Број људи: | 951   | 955     |
| Разлика:   |       | +0,42 % |

Према подацима о броју становника из 2024. године насеље је имало 955 становника.